# Purin és pirimidin bioszintézis
A purin és pirimidin nukleotidok aminosavakból, Cl-töredékből, szén-dioxidból, ribózból és foszfátból de novo szintetizálódhatnak minden emberi sejtben. Habár az emésztő apparátus bőségesen tartalmaz nukleázokat (ribonukleáz és dezoxi-ribonukleáz), foszfatázokat, nukleozidázokat, amelyek hatékonyan degradálják a táplálék nukleinsavait, ezáltal lehetővé téve azok felszívódását, ez mégsem elégíti ki a legtöbb eukarióta sejt nukleotidigényét Az emésztőrendszer nukleinsav degradációjánál jelentősebbnek látszik a szövetekben (elsősorban a májban, lépben és vesében) végbemenő degradáció. A szöveti nukleozidázokkal történő hidrolízis dezoxiribózt és pirimidin bázisokat, míg foszfát jelenlétében történő foszforolízis purinbázisokat és ribóz-1-foszfátot eredményez. Mind a nukleozidok, mind a bázisok, a ribóz, a dezoxiribóz és a foszfát, újra felhasználódhatnak.
A purinok és pirimidinek bioszintézise két úton valósul meg:
- SALVAGE ÚT: aktivált ribóz (PRPP) + bázis → nukleotid
- DE NOVO ÚT: aktivált ribóz (PRPP) + aminosavak + ATP + CO2 + … → nukleotid

A purin és pirimidin szintézisnek vannak közös elemei:
1. foszforibozil-foszfát (PRPP)
2. aminosav felhasználás: 
  1. glicin (purin bioszintézis)
  2. aszpartát (pirimidin bioszintézis)
3. N-donorok: glutamin, aszpartát (purin)

Megjegyzés:
A nukleotid szintézis enzimei nagy multienzim komplexek a sejtben – szabályozás, channeling.
A sejtek nukleotidforrása (ATP-n kívül) a DNS szintézishez szükséges mennyiség 1%-a vagy ennél kevesebb. Ezért, a nukleotid szintézis sebessége szabályozhatja a DNS replikációt és a transzkripciót.

## Purin nukleotidok szintézise[1]

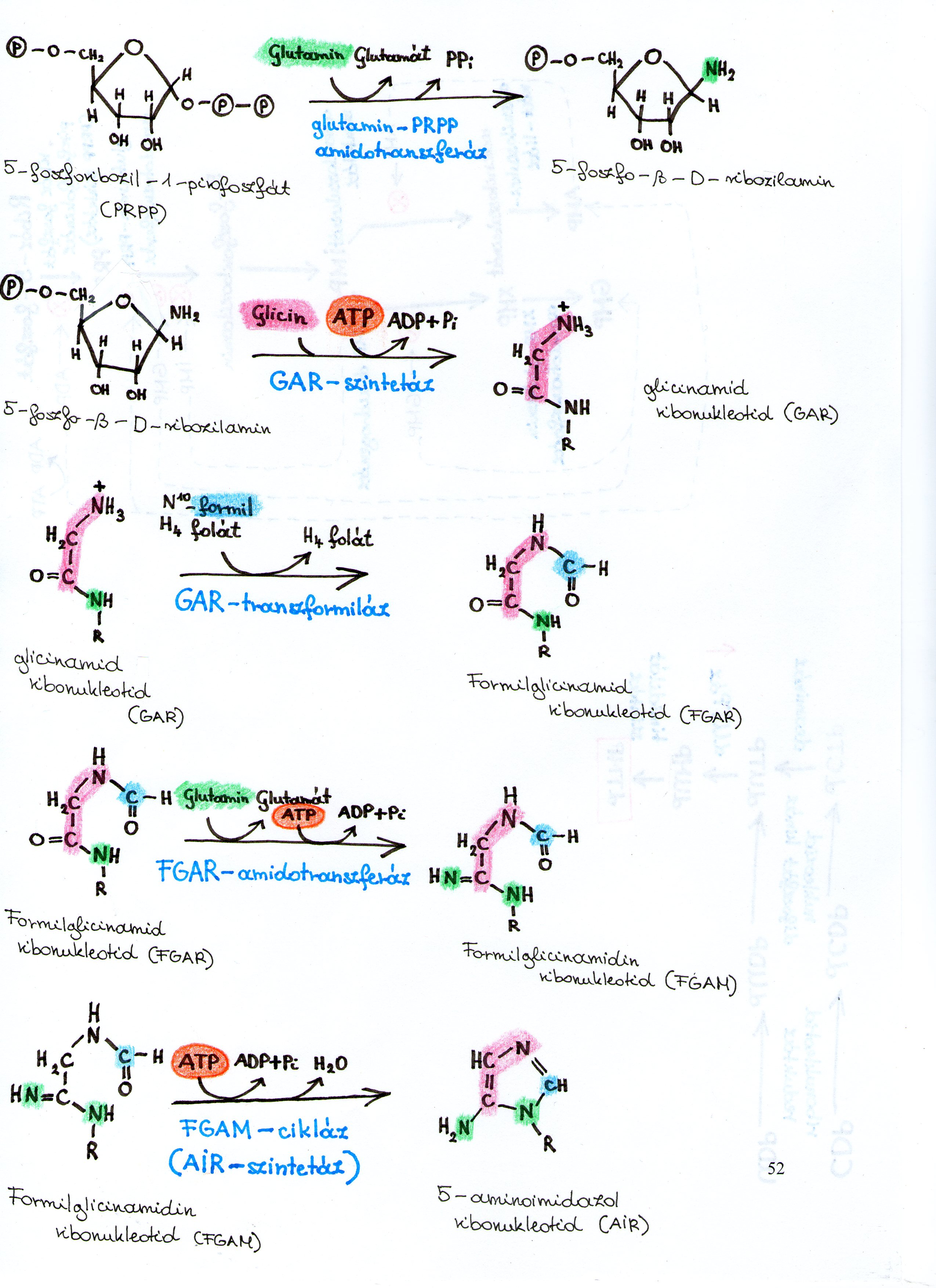
A purin bioszintézis első 5 lépése.

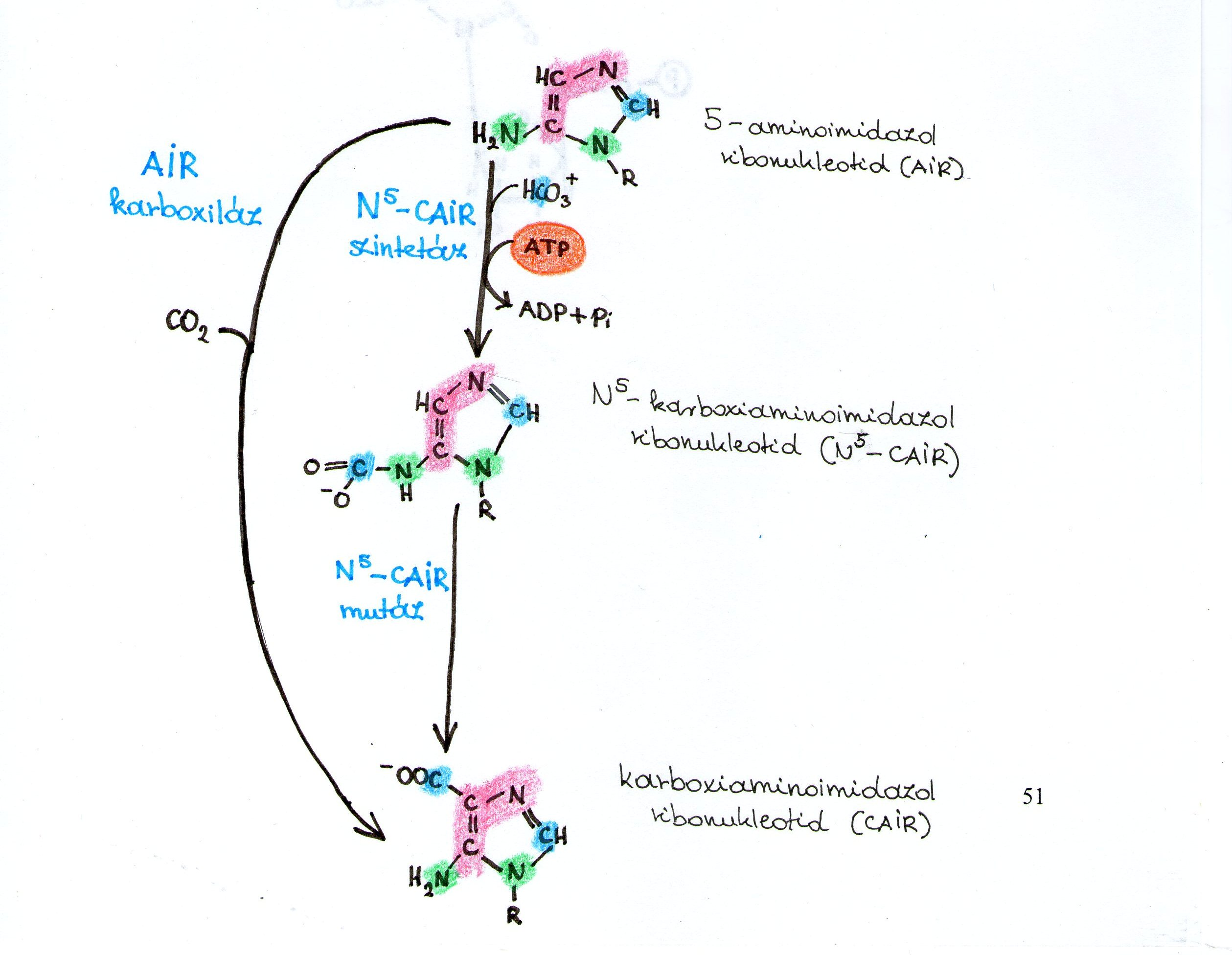
Ez a purin bioszintézis 6.lépése.

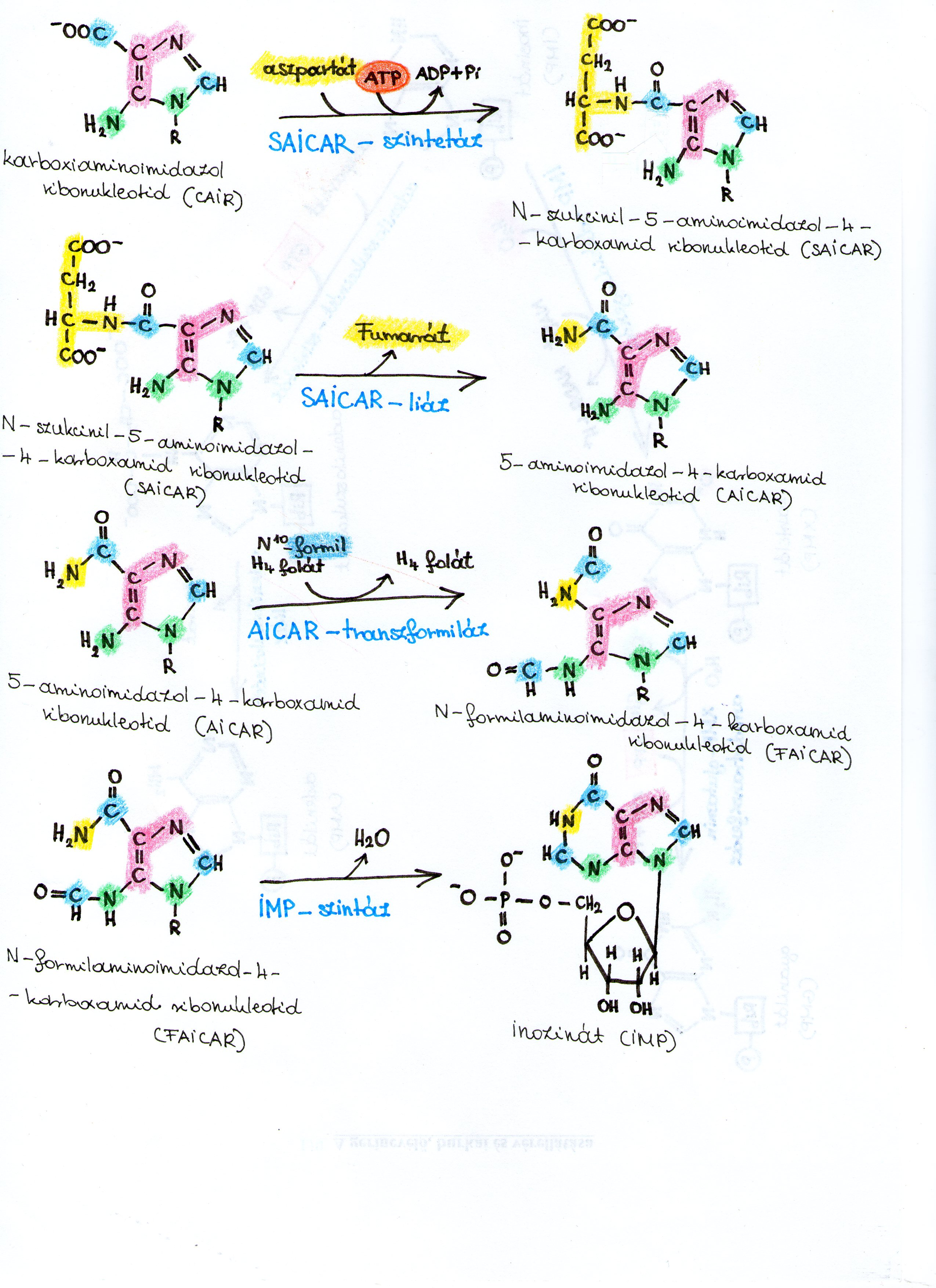
Ez a purin bioszintézis következő 4 lépése.

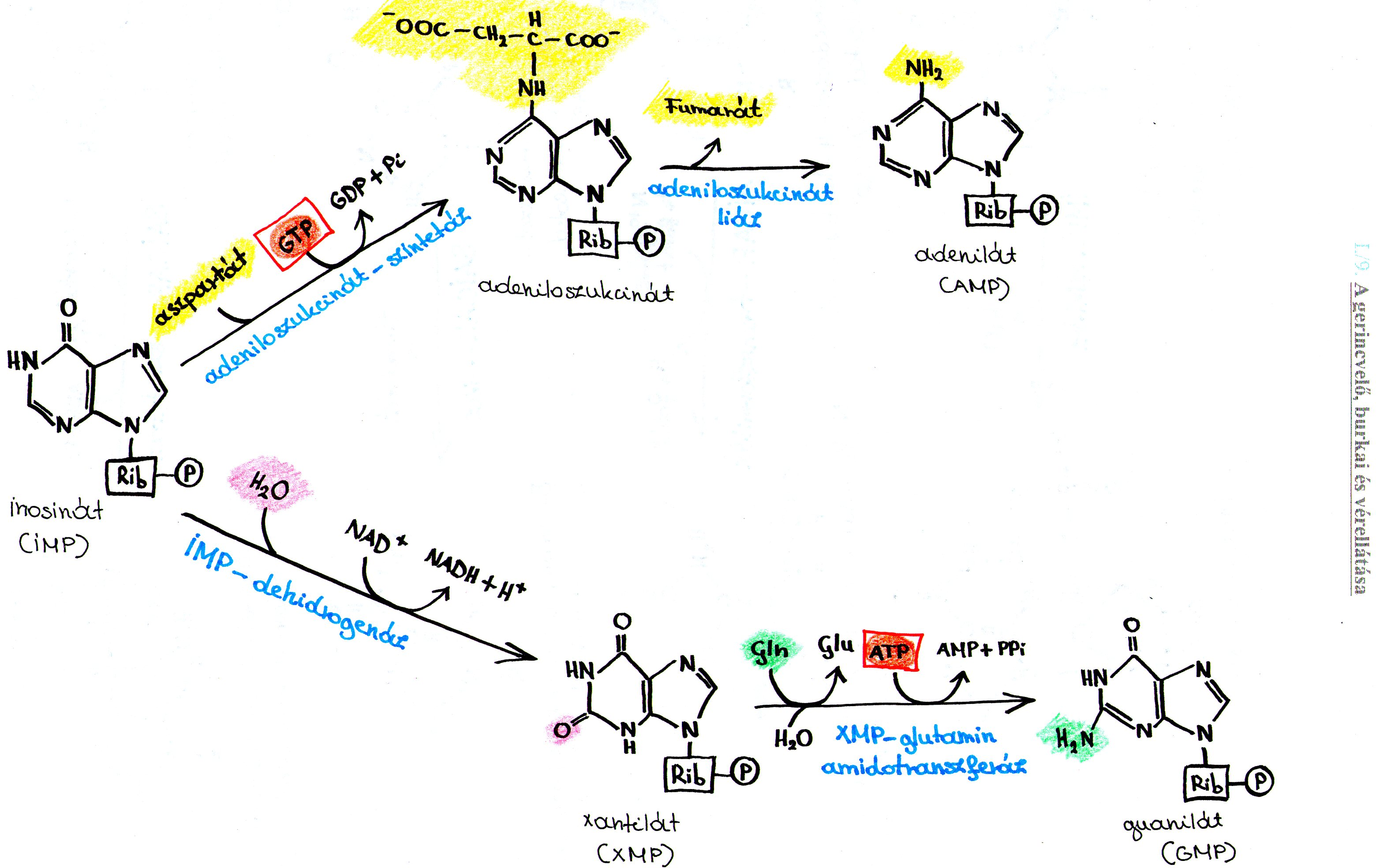
Ez a purin bioszintézis utolsó néhány lépése.

Az egyik legfőbb jellemzője,hogy a bázisok kialakulása ribózfoszfáthoz kötve történik és a dezoxi-ribonukleotid-molekulák a már elkészült ribonukleotidokból keletkeznek.
A pentóz-foszfát út (szénhidrát anyagcsere) során a glükóz direkt oxidációjával keletkezett D-ribóz-5-foszfátnak kell az első szénatomon aktiválódnia. Ez egy ATP pirofoszfátjának átvitelét jelenti a foszforibozil-pirofoszfát(PRPP)-szintetáz enzim segítségével.  A reakció során PRPP (amely makroerg kötéseket tartalmaz) és AMP keletkezik. Az aktivált első szénatomra fog majd ráépülni a purin-bázis.
1. Először glutamin aminocsoportja kerül a pirofoszfát helyére, keletkezik glutamát és 5-foszforibozil-1-amin. A reakciót a glutamin-PRPP-amidotranszferáz enzim katalizálja. (konfigurációváltozás is történik: C1 α –> β)
2. A purin-bázis felépülése a foszforibozil-1-amin nitrogénjéről indul. A folyamat jó néhány energiaigényes lépést tartalmaz, az energia legtöbbször közvetlenül ATP bomlásából származik. Először egy glicin kapcsolódik, létrehozva újabb három atomot a purin ötös gyűrűjében (az első atom maga az előbb említett nitrogén volt). A foszforibozil-amin a glicin karboxilcsoportjával reagál. A gyűrű utolsó szénatomját egy formil-THF-ból kapja.
3. Ezután kezdődik a másik, a hatos gyűrű szintézise; a következő nitrogénatomot (N3) szintén egy glutaminból kapjuk (formin-glicinamid reagál a glutaminnal). Most következik csak az ötös gyűrű záródása, majd folytatódik a hatos gyűrű tovább épülése egy CO2 kapcsolódásával. Még két atomra van szükség a gyűrűhöz; a következő N atom egy aszpartátból, az utolsó C atom pedig ismét egy formil-THF-ból származik. Eztán a hatos gyűrű is záródik, inozin-monofoszfát (IMP) nukleotidot kapunk, mely mind az AMP, mind a GMP kiindulási terméke.
4. Az IMP bioszintézise energiaigényes; a reakciókhoz 4 ATP, illetve a PRPP további szintéziséhez még további2 ATP szükséges.
5. Az IMP-ből adenilát vagy guanilát keletkezhet egy aminocsoport bevitelével.
6. Ha AMP szintetizálódik az IMP-ből, akkor egy kétlépéses reakcióban kap egy aminocsoportot az aszpartáttól, amelyből fumarát keletkezik. A reakciókat az adeniloszukcinát-szintetáz és az adeniloszukciinát-liázenzimek katalizálják, az első reakcióban egy GTP energiája is elhasználódik.
7. A másik irányban szintén aminosav az aminocsoport-donor,de aszpartát helyett glutamin reagál és a reakciót egy oxidációs lépés előzi meg.
8. A GMP keletkezése szintén kétlépéses folyamat: Az elsőben egy NAD-kofaktorral működő enzim (IMP-dehidrogenáz) segítségével vízből származó oxigént kapcsolunk az IMP-hez; xantozin-monofoszfát és NADH keletkezik. A második lépésben ezt az újonnan keletkező oxocsoportot cseréljük ki glutaminból származó aminocsoportra, miközben glutamát és GMP keletkezik. A reakciót a GMP-szintáz enzim katalizálja, energiáját az ATP-nek AMP-vé alakulása biztosítja.

## Pirimidin nukleotidok szintézise[1]

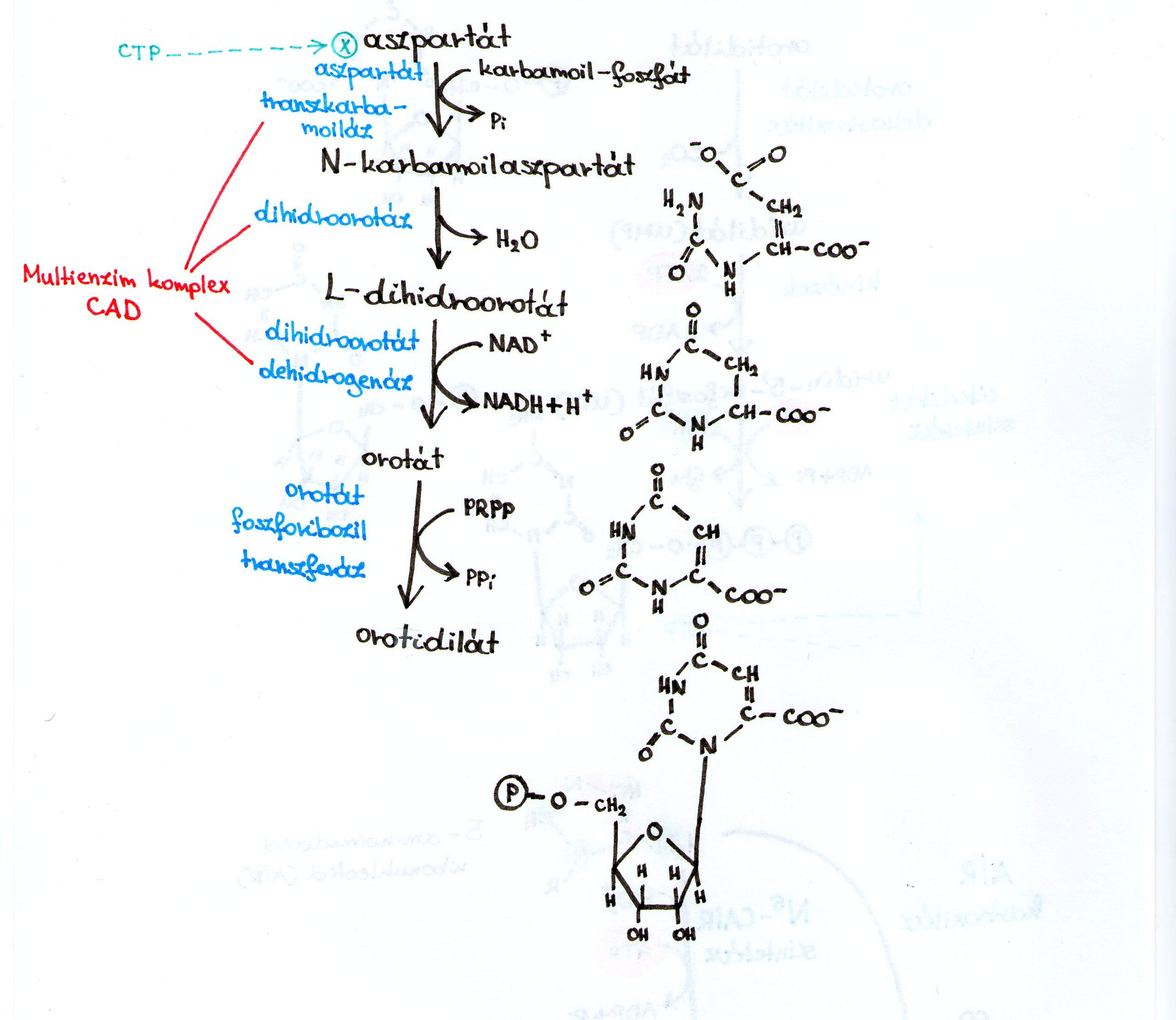
Ez a pirimidin bioszintézis első 4 lépése.

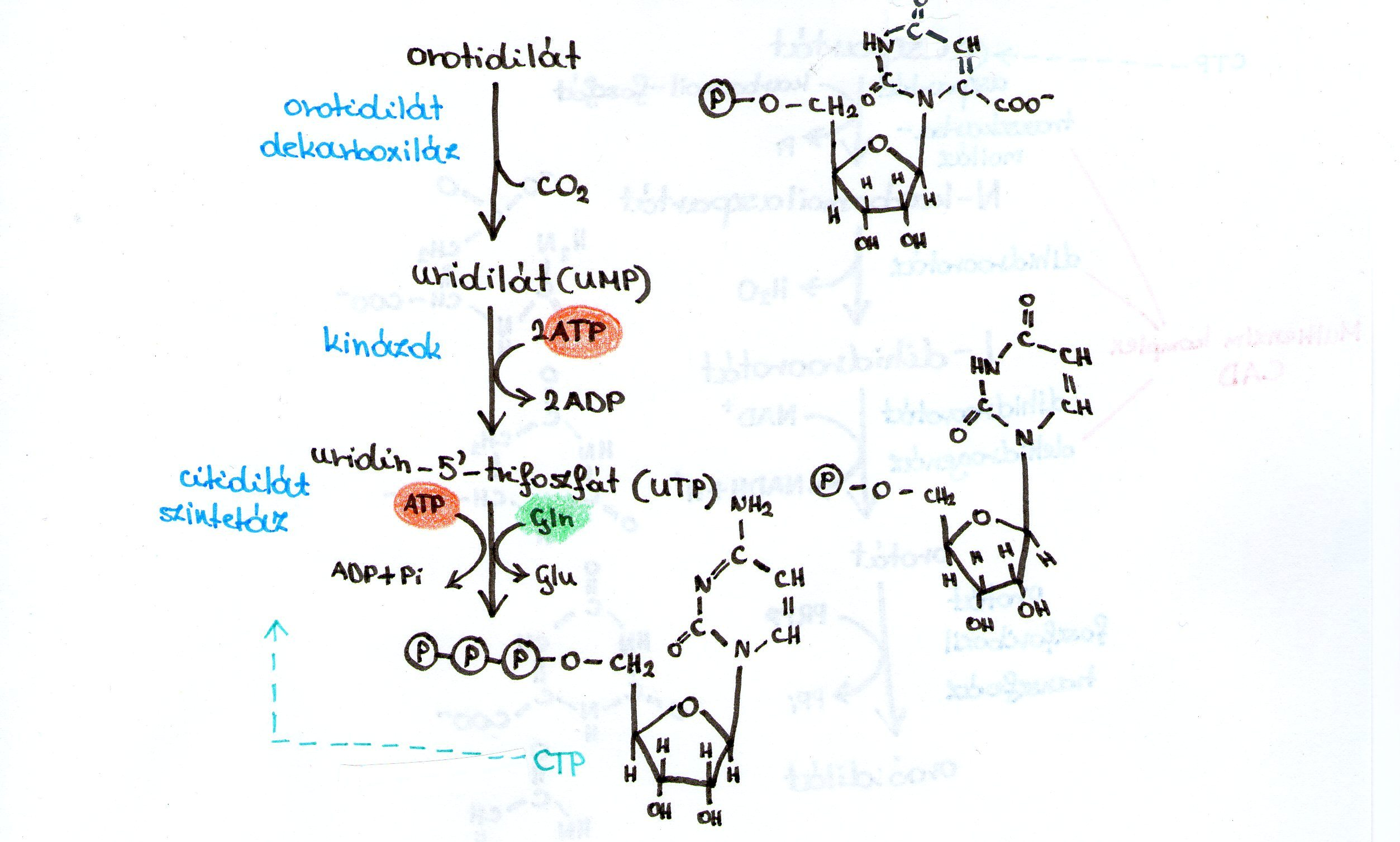
Ez a pirimidin bioszintézis utolsó 3 lépése.

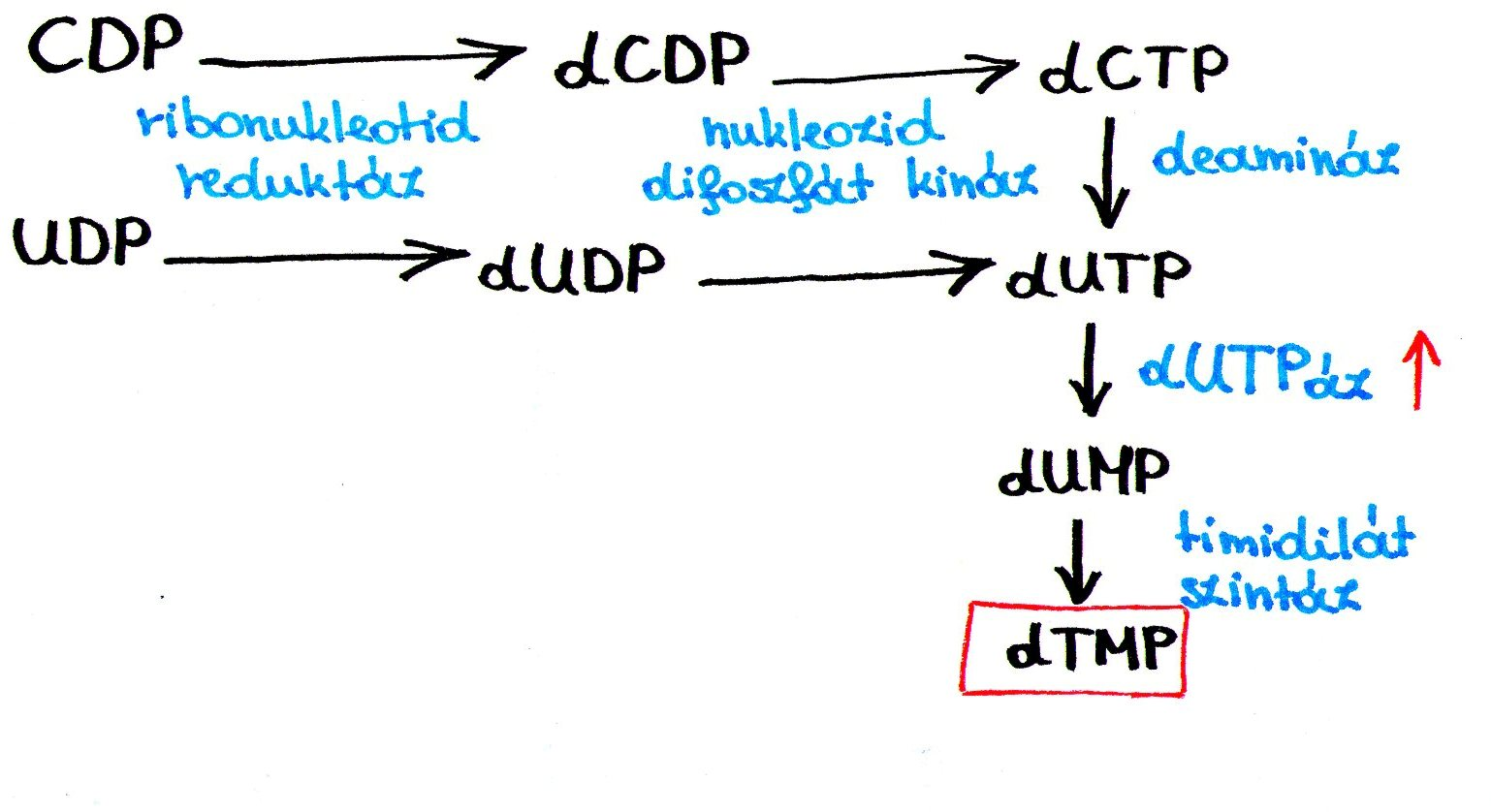
Timidilát képződés.

A pirimidin nukleotidok kisebbek, és szintézisük is valamivel egyszerűbb, mint a purin nukleotidoké. Minden pirimidin nukleotid kiindulása az uridin-monofoszfát (UMP), belőle alakul majd ki a többi nukleotid. (Purin nukleotidoknál ez az az IMP.) Szintézise eltér az IMP szintézisétől: a PRPP csak a folyamat végén csatlakozik a már majdnem kész bázishoz.
1. Az első lépésben a citoszolban keletkezik karbamil-foszfát HC03- -ból, glutamin aminocsoportjából és egy ATP-ből. Még egy másik ATP energiája is kell a reakcióhoz; karbamil-foszfát mellett glutamát, két ADP és egy inorganikus foszfát is keletkezik. A reakciót a karbamil-foszfát-szintetáz II katalizálja. (A karbamil-foszfát-szintetáz I enzim a mitokondriumban található, és az ornitinciklus működéséhez állít elő karbamil-foszfátot, ráadásul ott ammónia a nitrogénforrás, nem glutamin.) A karbamil-foszfát-szintetáz II enzimet PRPP aktiválja, UTP gátolja.
2. A keletkezett karbamil-foszfát az aszpartát-transzkarbamiláz enzim segítségével reagálni képes egy aszpartáttal, miközben inorganikus foszfát szabadul fel. A karbamil-aszpartát víz kilépésével hatos gyűrűvé záródik, dihidroorotát keletkezik. Ez azután NAD-nak adja át két elektronját, és telítetlen orotát (orotsav) keletkezik. Ez az orotát egy orotát-foszforibozil-transzferáz enzim segítségével képes PRPP-hez kapcsolódni. Ez után már csak egy dekarboxilációs reakció van hátra ahhoz, hogy megkapjuk az uridin-monofoszfátot (UMP).
3. Mind az IMP, mind az UMP szintézise soklépéses folyamat, melyben látszólag minden lépést más és más enzim katalizál. Baktériumokban ez így is van. Azonban eukariótákban egy-egy polipeptidlánc több különböző specificitású enzimrendszert alkothat, így a szintézis különböző lépéseit ugyanazon enzim különböző aktív centrumainak a működése katalizálhatja.Az UMP-nek aztán át kell alakulnia más nukleotidokká. Az első két lépés a foszforilálódás: ATP terhére az UMP-kináz és nukleozid-difoszfát-kináz enzimek segítségével előbb UDP-vé, majd UTP-vé foszforilálódik.

4. Az UTP aztán egy glutamin aminocsoportjának transzferével alakul át CTP-vé. A reakcióhoz egy ATP energiája szükséges, és a CTP-szintetáz enzim katalizálja.

## Dezoxiribonukleotidok keletkezése
A dezoxiribonukleotidok keletkezéséhz mindig a nukleozid-difoszfát formára van szükségünk. Osztódni képes sejtekben van ribonukleotid-reduktáz enzim; ennek két tiol-csoportjáról leszakadnak a H-atomok, és magukkal viszik a ribonukleotid második szénatomjának oxigénjét víz formájában. Visszamarad egy dezoxiribonukleozid-difoszfát és egy oxidált tiolcsoportot tartalmazó enzim. Az enzimet redukálni kell, hogy újra működni tudjon, ez végeredményben NADPH elektronjainak a terhére történik.
Külön kell foglalkoznunk a dezoxi-timidin-monofoszfát képződésével. A keletkezett dezoxi-uridin-difoszfát (dUDP) előbb elveszít egy foszfátot, majd metilén-tetrahidrofolátról a timidilát-szintáz enzim segítségével kap egy metiléncsoportot. A reakció végén dihidrofolát és dezoxi-timidin-monofoszfát (dTMP) keletkezik (11.4. ábra). A dTMP azután timidilát-kináz, majd nukleotid-difoszfát-kináz segítségével kap két foszfátot egy-egy ATP terhére.
A dezoxiribonukleotidok szintézisének szabályozása a ribonukleotid-reduktáz enzimen történik. A különböző dezoxinukleotid-trifoszfátok szabályozzák az enzim működését úgy, hogy az mindig azokat a reakciókat katalizálja, amelyek majd a dezoxiribonukleotidok megfelelő arányának beállításához kellenek.

## Purin nukleotidok bioszintézisének szabályozása

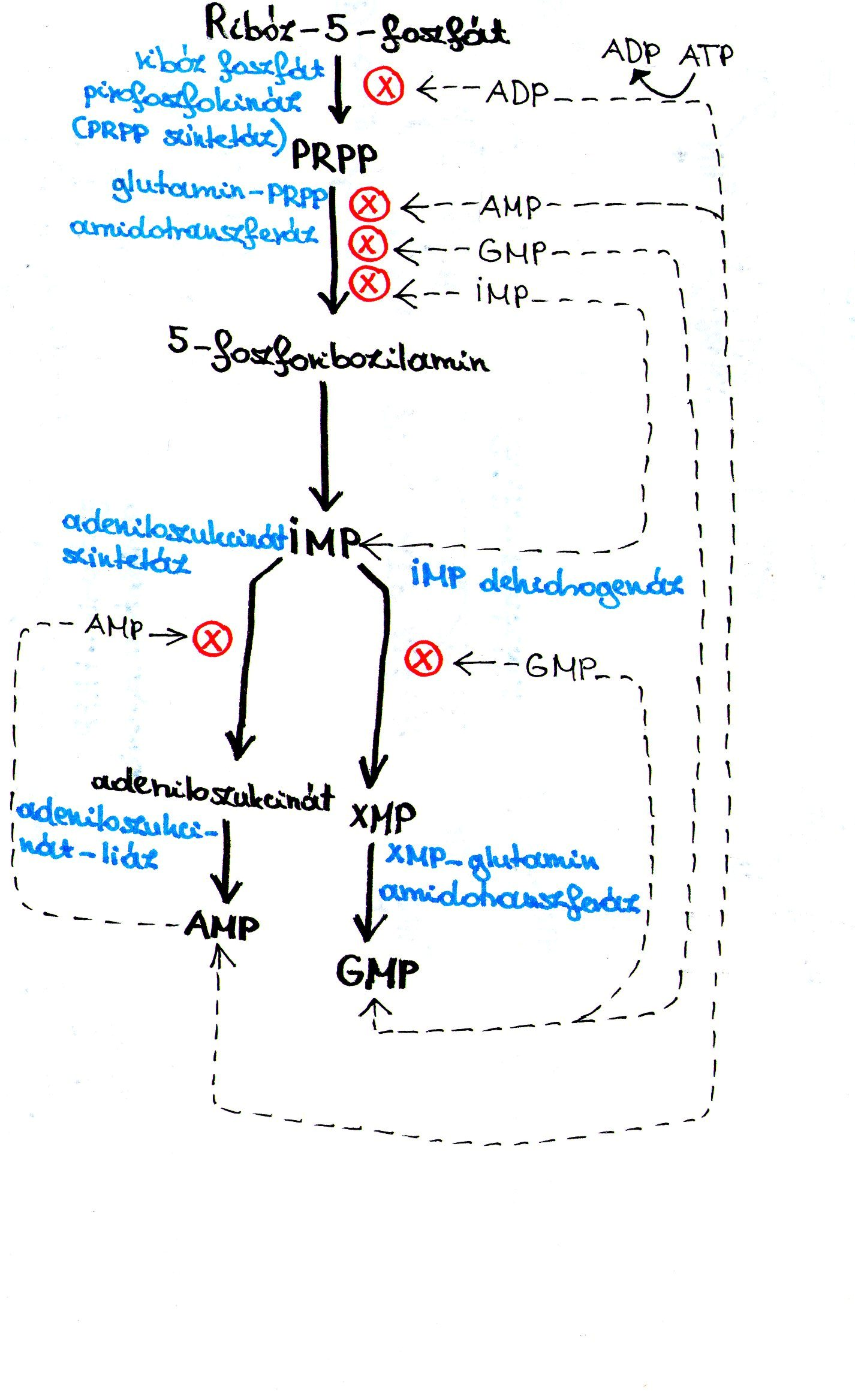
Purin bioszintézis szabályozása.

A szabályozásra többféle lehetőség is van. Az egyik a PRPP-szintetáz és a PRPP-amidotranszferáz feedback gátlása IMP és AMP, illetve GMP jelenlétében.
A másik szabályozási út az IMP-ből AMP, illetve GMP-szintézis kontrollja; a GMP az lMP-dehidrogenázt, míg az AMP az adeniloszukcinát-szintetázt gátolja.
Ezeket a negatív visszacsatolási szabályozási módokat kiegészíti az, hogy az IMP-ből történő AMP-szintézis GTP-t, a GMP- szintézis pedig ATP-t igényel. 

## Salvage-út
A "mentő" (ún. salvage) mechanizmusok is fontos szerepet játszanak a purin nukleotidok anyagcseréjében. A purinbázisok és nukleozidok közvetlenül átalakulhatnak mononukleotidokká és így a nukleinsavak degradációja során keletkező purinbázisok újra felhasználásra kerülhetnek.
A mentő utak egyik típusa, amikor egy szabad purinbázis PRPP-tal reagál és mononukleotid keletkezik; a reakcióhoz az energiát a PRPP pirofoszfát hidrolízise szolgáltatja. A reakciókat az adenin-foszforibozil-transzferáz és a hipoxantin-guanin-foszforibozil-transzferáz katalizálják, aminek eredményeként AMP és GMP, illetve IMP keletkezik. Ezt nagyban meghatározza a PRPP mennyisége, a PRPP mennyiségét pedig a ribóz-5-foszfát mennyisége és a PRPP-szintetáz aktivitása. Ezen mentő útról kihangsúlyozandó, hogy működése hatékonyan gátolja a de novo nukleotid szintézist; elhasználja a PRPP-t és a termékek, az AMP és a GMP gátolják az lMP szintézisét.
A mentő utak másik típusa, amikor nem szabad bázis,hanem a purin ribonukleozid ATP-vel foszforilálódik és AMP, illetve GMP keletkezik. A reakciót kinázok katalizálják.

## Dezoxiribonukleotidok bioszintézisének szabályozása
Az egyik feltétele,hogy a különböző dezoxi-nukleozid-trifoszfátok, mint szubsztrátok, megfelelő arányban álljanak rendelkezésre. Ebben kulcsszerepet játszik a ribonukleotid-reduktáz , amely a nukleozid-difoszfátokból készít dezoxi-nukleozid-difoszfátokat. Az azonban nagyon jól szabályozott, hogy a különböző lehetséges termékek az enzim regulátor alegységén keresztül egyes reakciókat aktiválnak, másokat gátolnak.

## Klinikai vonatkozások
Lesch–Nyhan-szindróma
A Lesch–Nyhan-szindróma (LNS), más néven Nyhan-szindróma vagy Kelley–Seegmiller-szindróma, egy ritka, öröklődő enzimdefektus. Az X-kromoszómán lévő hypoxantin-guanin-foszforiboziltranszferáz enzim mutációja. LNS-gyakoriság: 1/380 000 születés. Michael Lesch orvostanhallgató és mentora, William Nyhan gyerekgyógyász fedezte fel ezt a betegséget. A felfedezésüket 1964-ben publikálták. Férfiakat érinti elsősorban.
Salvage pathway hiányában, PRPP szint emelkedik,a purinok túltermelődnek. A HGPRT hiánya magas húgysavszintet okoz minden testfolyadékban. Ennek eredményeképpen hyperuriceamia és hyperuricosuria alakul ki, amely kapcsolatban áll a veseproblémákkal, és komoly köszvény alakulhat ki. Neurológiailag fellép az értelmi fogyatékosság és az nehézkes izommozgatás. Ezek a tünetek a születést követő első évben megjelennek. Kétéves kortól kezdve pedig megjelenik a lehető legmorbidabb tünet: az öncsonkítás, amely főleg az ajkakat és az ujjperceket érinti. További neurológiai tünetek hasonlóságot mutatnak a Huntington-kórral (folyamatos grimaszolás, kontroll nélküli kéz- és lábmozgás). Ezen tünetek etiológiája továbbra is ismeretlen. A HGPRT-hiány miatt csökkent B12-vitamin van jelen van, így megaloblastos anémia alakul ki.